# Village ibérique de Cabezo de San Pedro
Le Village ibérique du Cabezo de San Pedro est une ancienne cité ibère et site archéologique situé  dans la commune de Oliete dans la province de Teruel,.
Il a été classé Bien d'intérêt culturel en 20101.

## Historique
Il s'agissait d'une colonie fortifiée occupée pendant la période ibérique (IIIe et Ier siècles av. J.-C.) et caractérisée par ses vestiges de murs et de tours de défense, d'habitations, de céramiques et d'objets métalliques. Il a été détruit lors de la guerre sertorienne. C'est un site important pour comprendre la vie et la culture de la population ibérique de l'époque.
Le Museo de Teruel (es) dispose d'une section destinée à la recherche sur ce site. Le site se trouve au sein du parc culturel de la rivière Martín.

## Description

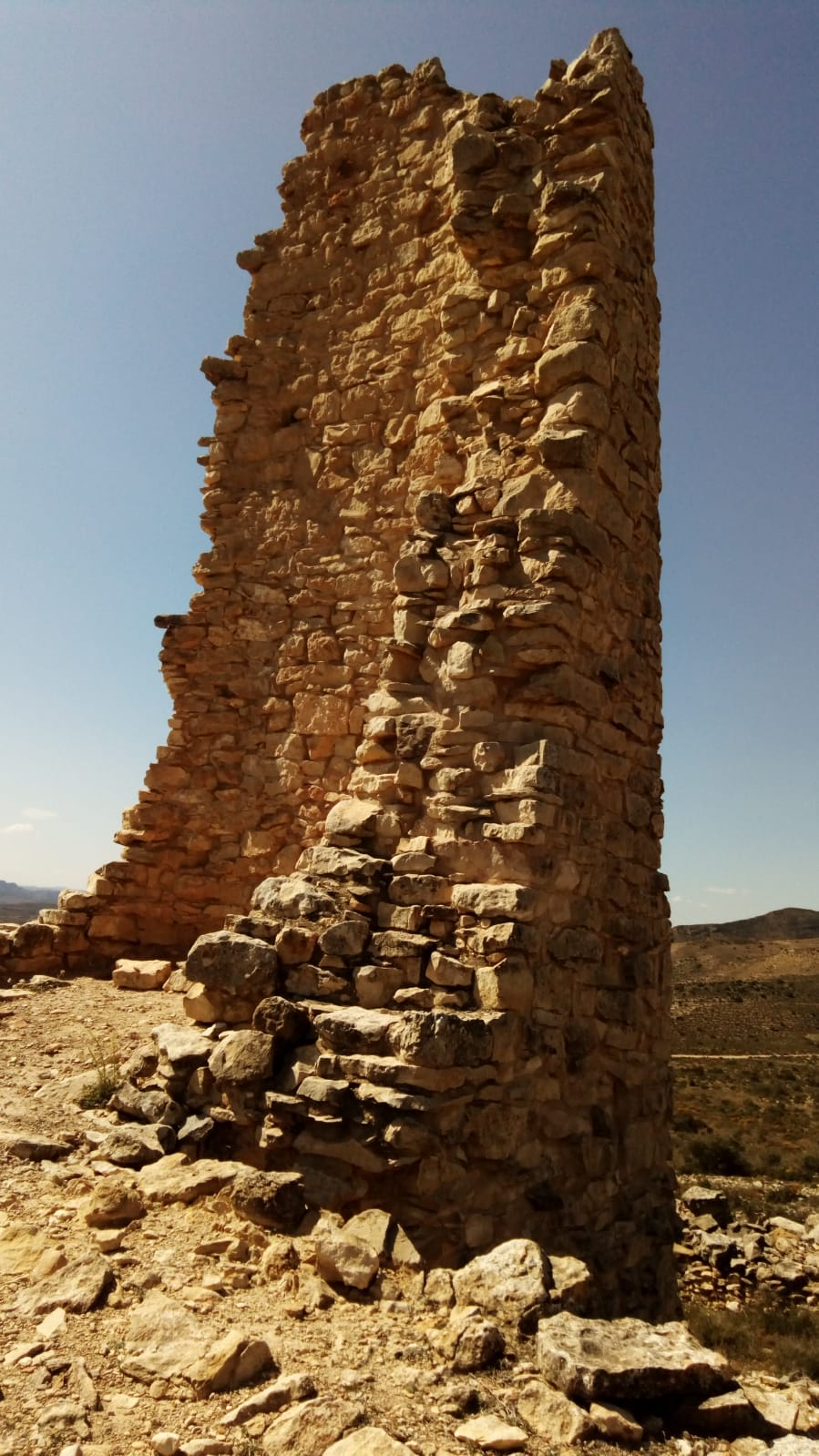
Une tour de la muraille intérieure

Le site est situé sur une hauteur qui domine la rivière Martín, sur laquelle sont conservés des vestiges de fortifications. Le site a un contact visuel avec d'autres sommets habités à différentes époques.
Les tours trouvées forment une typologie dont il existe de nombreux exemples dans la région du Río Mijares (es) à l'Èbre. San Pedro est parmi ceux-ci particulièrement remarquables par la taille de sa tour principale, la plus haute structure ibérique conservée dans la péninsule ibérique, qui semble avoir été complétée par d'autres structures pour une meilleure défense contre les machines de siège. Le complexe était entouré de douves dont les dimensions font l'objet d'analyses académiques.
Au nord de cette position plus militaire, ont été découverts les restes d'un village présentant des caractéristiques similaires à celles du village voisin d'El Palomar. Dans la zone d'influence de cette communauté, des restes de céramiques et d'outils néolithiques ont été retrouvés.

## Fouilles archéologiques et préservation

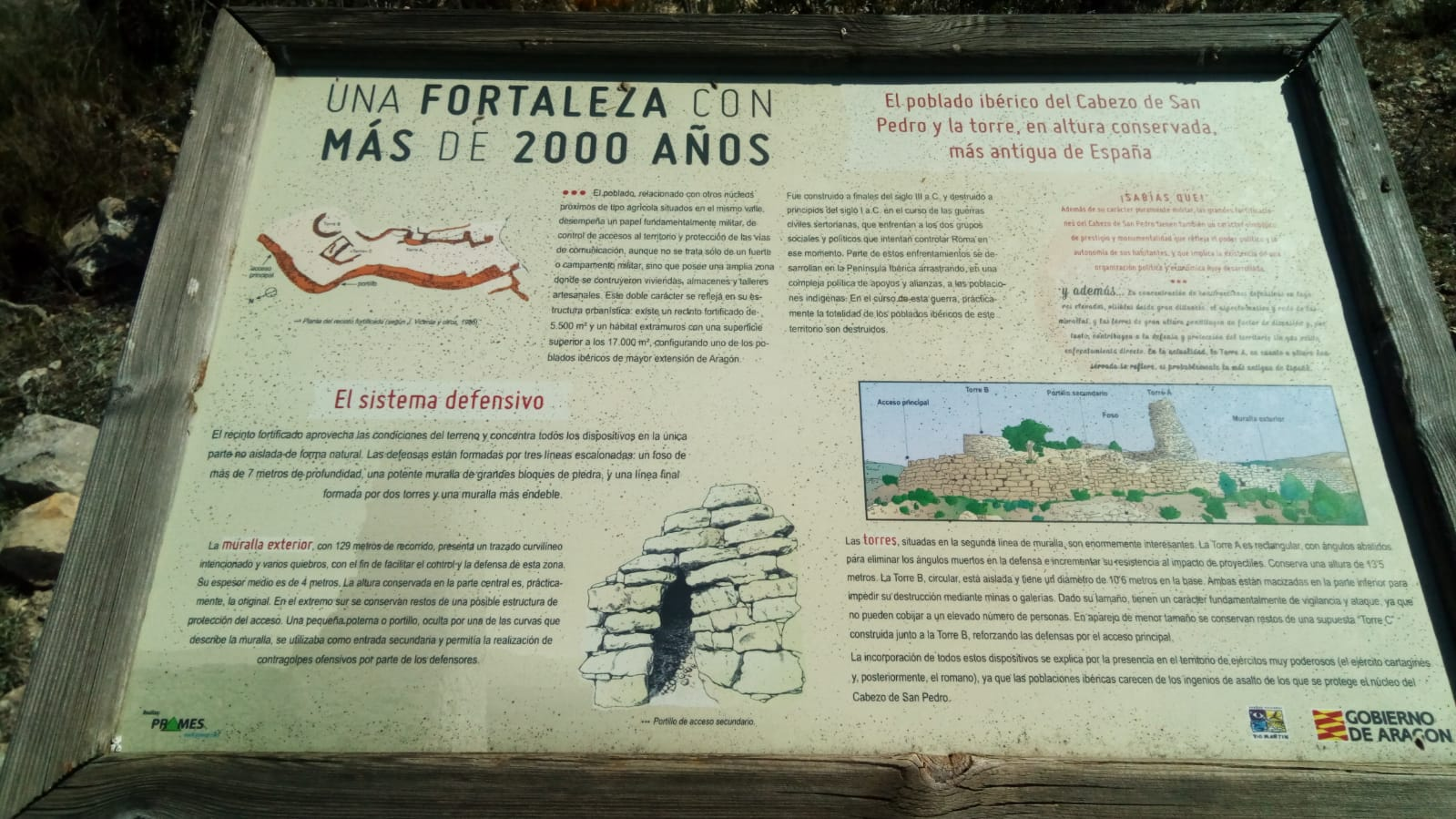
Panneau informatif

La découverte du site a été rendue publique en 1880 et a été citée par les spécialistes de la culture ibérique de la région. En 1975, le site était dans un mauvais état de conservation et subissait les effets du dépeuplement dans la province de Teruel.
- En 1981 et 1983, le Musée de Teruel a réalisé deux campagnes de fouilles dans le but d'en déterminer la datation et de comprendre ses composants essentiels.
- En 1997-1998, le Conseil Général d'Aragon a restauré la Tour A. Depuis, plusieurs études et publications ont été réalisées sur le système fortifié et l'habitat.
- En 2001, le Gouvernement d'Aragon l'a déclaré Bien d'Intérêt Culturel dans la catégorie Ensemble d'Intérêt Culturel, zone archéologique.
- En 2018, la troisième campagne d'actions archéologiques a été réalisée.
- En 2019, plus de 20 tumulus ont été découverts[6].
- En 2020, un donjon du mur primitif a été découvert[7].
- En 2021, trois phases ont été repérées dans la construction des défenses de la ville[8].

En 2022, 2 600 m3 de décombres ont été enlevés et de nouveaux dispositifs défensifs ont été découverts.

## Galerie

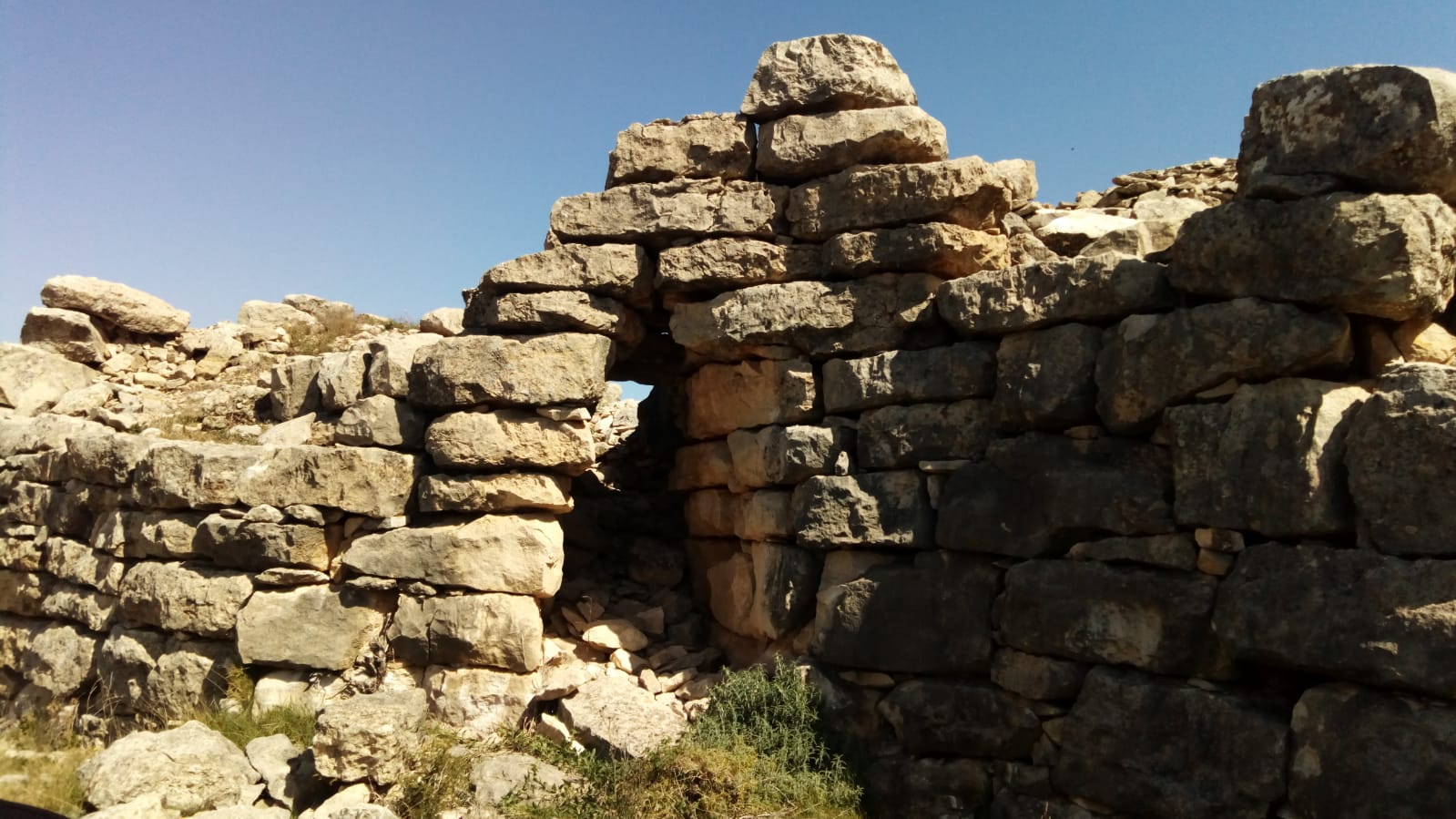
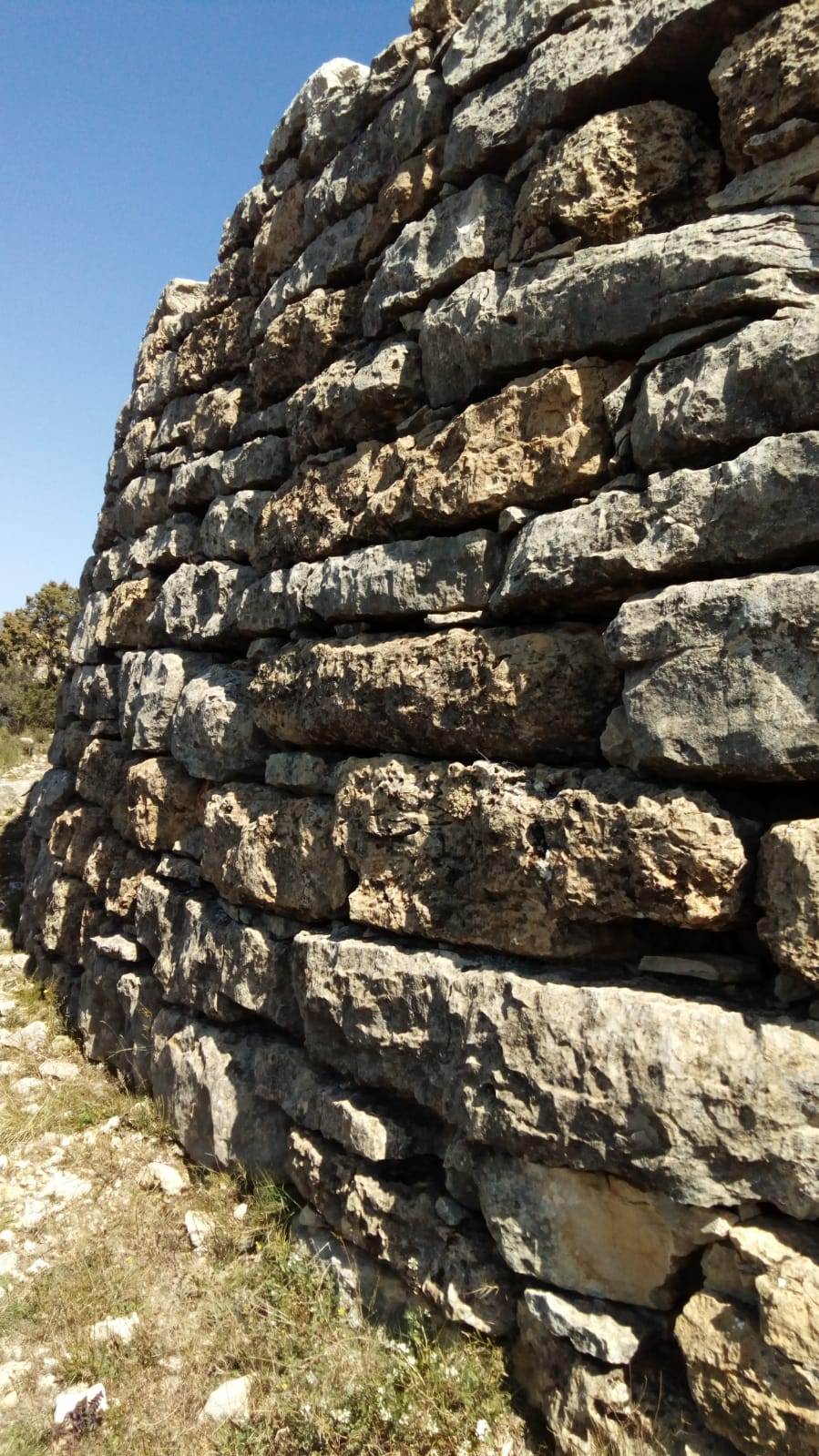